# Code::Blocks
Code::Blocks е свободен софтуер с отворен код, междуплатформена интегрирана среда за разработка, която поддържа множество компилатори, в това число GNU Compiler Collection, Clang и Visual C++. Написана е на C++ с помощта на графичния инструментариум wxWidgets. Основана е на плъгин архитектура и нейните възможности и функции се определят от наличните плъгини.
Code::Blocks е насочена към езиците за програмиране С, С++ и Fortran.
Code::Blocks е пренесен във FreeBSD, OpenBSD и Solaris и се разработва за операционни системи Windows, Linux и Mac OS.

## Функции
Code::Blocks поддържа десетки компилатори, включително GCC, MinGW, LCC, Clang и Intel C++ Compiler. Въпреки че програмата е създадена за работа с езика C++, Fortran и D също се поддържат. С помощта на допълнителни плъгини може да се включат и други езици за програмиране.